# Timbaland

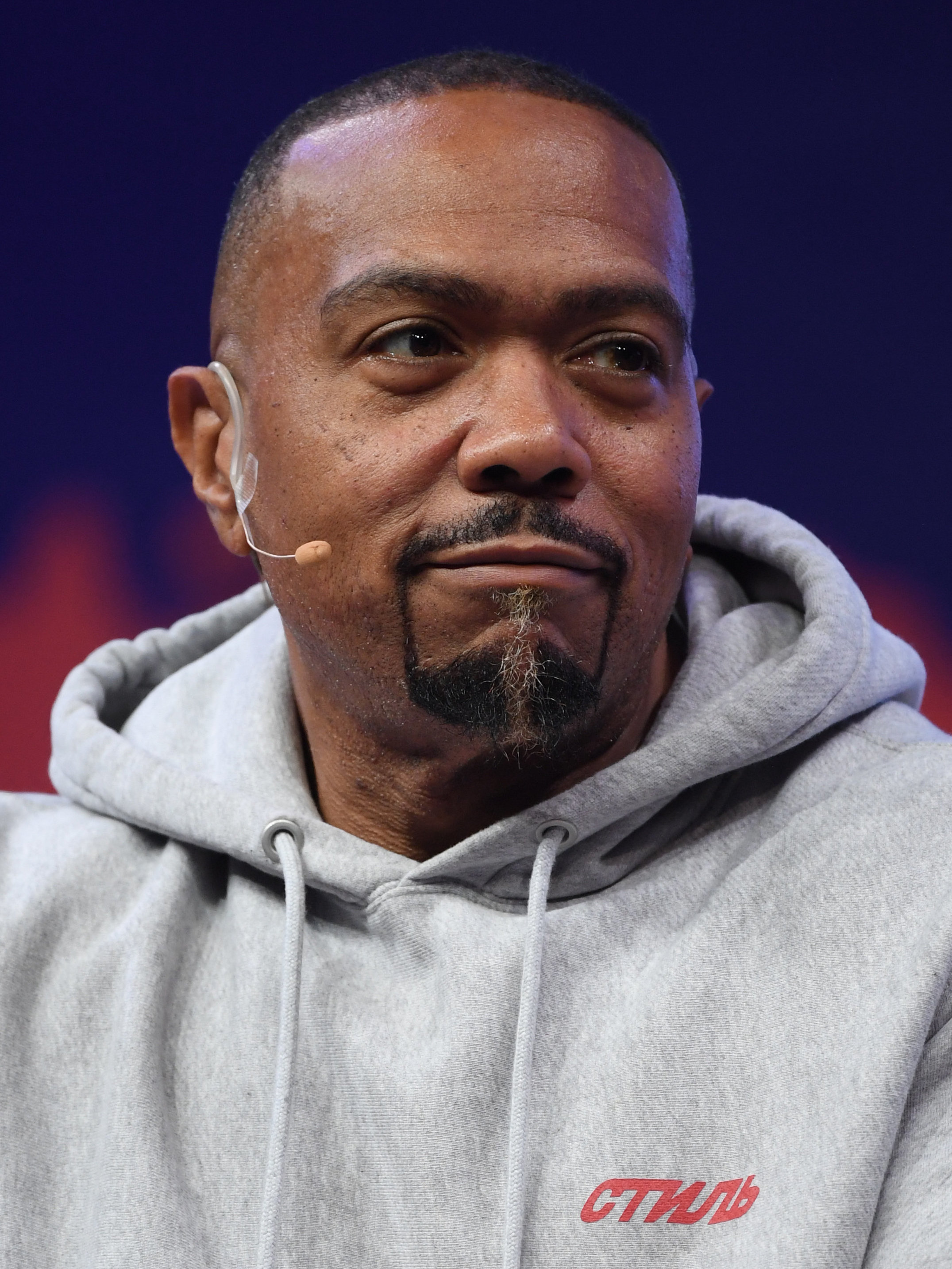
Timbaland (2019)

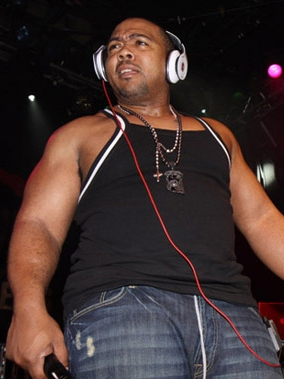
Timbaland (2010)

Timbaland (* 10. März 1972 in Norfolk, Virginia; bürgerlich Timothy Zachary Mosley) ist ein US-amerikanischer Hip-Hop- und Contemporary-R&B-Musiker und Produzent.

## Karriere
Mosley wuchs in Norfolk, Virginia, auf. Dort trat er solo als „DJ Tiny Tim“ und später mit seinen Jugendfreunden Missy Elliott und Melvin „Magoo“ Barcliff auf. Erste Produktionserfahrungen sammelte Mosley bei Elliotts Band Sista. Als Sista in das Künstler-Kollektiv Swing Mob aufgenommen wurde, integrierte dessen Chef DeVante Swing Mosley in sein Produzententeam. Swing gab Mosley den Künstlernamen „Timbaland“, angelehnt an die in der Hip-Hop-Szene beliebte Schuh-Marke Timberland.
Als sich Swing Mob 1995 auflöste, arbeiteten Elliott und Timbaland gemeinsam als Songwriter-/Produzententeam weiter. Den bis dahin größten Erfolg erzielte das Album One in a Million von Aaliyah (1996), für das das Duo neun Songs schrieb. Darüber hinaus produzierte Timbaland Ginuwines Debüt-Album Ginuwine… The Bachelor.
In der Folge wurde Timbaland zu einem der erfolg- und einflussreichsten Produzenten der späten 1990er Jahre. Er arbeitete unter anderem mit Destiny’s Child, Nicole Wray, Jay-Z und Nas zusammen, produzierte zwei Alben von Missy Elliott (Supa Dupa Fly und Da Real World) und das zweite Album von Ginuwine (100% Ginuwine) und veröffentlichte das erste „Timbaland-&-Magoo“-Album Welcome to Our World sowie sein erstes Soloalbum Tim’s Bio: Life from da Bassment, eigentlich eine Kompilation aus von Timbaland produzierten Songs verschiedener Künstler.
Auch nach der Jahrtausendwende produzierte Timbaland mehrere Singles und Alben für diverse Künstler, darunter Aaliyah, Justin Timberlake, Bubba Sparxxx, Brandy und The Game. Die beiden Alben von Timbaland & Magoo, Indecent Proposal (2001) und Under Construction Part 2 (2003), waren allerdings kommerziell nur wenig erfolgreich.

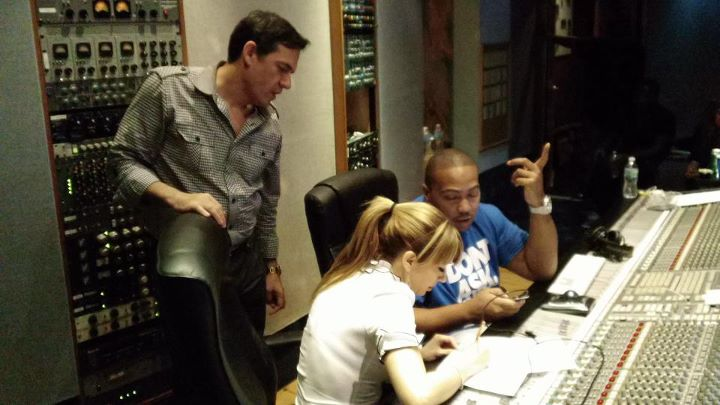
Noelia, Timbaland und Jorge Reynoso im Aufnahmestudio (2012)

2006 bildeten die international sehr erfolgreichen Alben Loose von Nelly Furtado und FutureSex/LoveSounds von Justin Timberlake, jeweils von Timbaland produziert, einen neuen Höhepunkt in seiner Karriere. Beide Alben sowie die zugehörigen Singles erreichten weltweit hohe Chartpositionen.
Im darauf folgenden Jahr veröffentlichte Timbaland sein zweites Soloalbum Shock Value. Wie bereits das erste Album beinhaltete dieses Kollaborationen mit diversen Künstlern wie Elton John, Nelly Furtado, The Hives und Missy Elliott. Erfolgreiche Projekte, unter anderem mit Madonna, OneRepublic und M. Pokora bescherten ihm weitere Nummer-eins-Positionen in den weltweiten Charts.
Shock Value II, das dritte Soloalbum von Timbaland, stand ganz im Zeichen seines Vorgängers. Wieder versammelte er für die Aufnahmen zahlreiche Künstler aus dem Pop- und R’n’B-Bereich im Studio, darunter Keri Hilson, Katy Perry, Justin Timberlake und Brandy (unter dem Pseudonym Bran’Nu). Aus dem Rock-Bereich waren unter anderem Chad Kroeger (von Nickelback) und Chris Daughtry vertreten. Morning After Dark, die erste Single mit Nelly Furtado und SoShy, wurde am 27. November 2009 in Deutschland veröffentlicht und stieg auf Platz sechs der Charts ein. Das Album selbst erschien am 4. Dezember 2009, konnte sich im Gegensatz zum Vorgänger aber zumeist nur im Mittelfeld der internationalen Albumcharts platzieren.
Seit 2011 arbeitet Timbaland an seinem nächsten Album. Ein Track mit dem Titel Covers Blown gemeinsam mit Keri Hilson ist bereits im Internet aufgetaucht. Die erste Single Pass at Me mit Pitbull und David Guetta wurde bereits am 17. September 2011 veröffentlicht. Statt eines regulären Albums erschien 2015 das labellose Mixtape King Stays King und 2019 Drop. 2020 veröffentlichte Timbaland einen Remix des Whitney-Houston-Songs I Wanna Dance With Somebody, um laut Online-Sender ByteFM der Corona-Krise eine schöne Stimme entgegenzusetzen.
Zusammen mit anderen namhaften Produzenten wurde Timbaland von Epic Records für die Produktion von Michael Jacksons postumen Album Xscape aus dem Jahre 2014 ausgewählt. Timbaland wurde außerdem die kreative Leitung für die Produktion übertragen.

### Sonstiges
Timbaland ist Chef des Plattenlabels Mosley Music Group, bei dem unter anderem Nelly Furtado und sein Bruder Garland „Sebastian“ Mosley unter Vertrag stehen. Außerdem besitzt er ein eigenes Tonstudio in Virginia Beach.
Das Wirtschaftsmagazin Forbes schätzte das Jahreseinkommen von Timbaland für 2006 auf 21 Millionen US-Dollar, womit er zu den Topverdienern im Hip-Hop-Genre gehört. Laut Forbes haben in diesem Jahr nur Jay-Z, 50 Cent und Diddy mehr verdient.
Timbaland hat einen Gastauftritt in der US-amerikanischen Serie FlashForward als Teil des FBI.
2006 wurde die Melodie von Muhlis Akarsus Allah Allah Desem Gelsem von Timbaland für das auf Nelly Furtados Album Loose befindliche Lied Wait for You verwendet. Die Erben des türkischen Künstlers wollen Klage einreichen, da dieses Sampling ohne Genehmigung geschah.
Für die US-amerikanische Fernsehserie Empire komponierte und produzierte er einen Großteil der Lieder. Der komplette Soundtrack zur ersten Staffel erschien am 10. März 2015 und umfasst 12 Songs. Das Album erreichte Platz eins der Billboard 200.
Der Rolling Stone listete Timbaland 2015 gemeinsam mit Missy Elliott auf Rang 96 der 100 größten Songwriter aller Zeiten.

## Diskografie
Studioalben

| Jahr | Titel Musiklabel                                           | Höchstplatzierung, Gesamtwochen, AuszeichnungChartplatzierungen (Jahr, Titel, Musiklabel, Platzierungen, Wochen, Auszeichnungen, Anmerkungen) | Höchstplatzierung, Gesamtwochen, AuszeichnungChartplatzierungen (Jahr, Titel, Musiklabel, Platzierungen, Wochen, Auszeichnungen, Anmerkungen) | Höchstplatzierung, Gesamtwochen, AuszeichnungChartplatzierungen (Jahr, Titel, Musiklabel, Platzierungen, Wochen, Auszeichnungen, Anmerkungen) | Höchstplatzierung, Gesamtwochen, AuszeichnungChartplatzierungen (Jahr, Titel, Musiklabel, Platzierungen, Wochen, Auszeichnungen, Anmerkungen) | Höchstplatzierung, Gesamtwochen, AuszeichnungChartplatzierungen (Jahr, Titel, Musiklabel, Platzierungen, Wochen, Auszeichnungen, Anmerkungen) | Anmerkungen                             |
| Jahr | Titel Musiklabel                                           | DE | AT | CH | UK | US | Anmerkungen                             |
| ---- | ---------------------------------------------------------- | --- | --- | --- | --- | --- | --------------------------------------- |
| 1998 | Tim’s Bio: Life from da Bassment Blackground Records (WMG) | — | — | — | — | US41 (15 Wo.)US | Erstveröffentlichung: 24. November 1998 |
| 2007 | Shock Value Blackground Records (UMG)                      | DE5 Platin · (60 Wo.)DE | AT1 Gold · (47 Wo.)AT | CH5 Platin · (58 Wo.)CH | UK2 ×3Dreifachplatin · (73 Wo.)UK | US5 Platin · (53 Wo.)US | Erstveröffentlichung: 30. März 2007     |
| 2009 | Shock Value II Blackground Records (UMG)                   | DE15 Gold · (25 Wo.)DE | AT23 (18 Wo.)AT | CH5 Gold · (20 Wo.)CH | UK25 Gold · (28 Wo.)UK | US36 (26 Wo.)US | Erstveröffentlichung: 4. Dezember 2009  |